# Родољуб Маленчић
Родољуб Маленчић, (Нови Сад, 3. март 1903 — Београд, 14. октобар 1959) је бивши фудбалер ФК Војводине и ФК Југославије и југословенски репрезентативни голман.

## Биографија
Гимназију је завршио у Новом Саду а дипломирао на Правном факултету у Београду. Пост-дипломске студије завришо је на Полицијској академији у Берлину и Дрездену. Био је шеф Кривичног одсека, Управе полиције у Новом Саду, све до избијања Другог светског рата. После рата постаје виши саветник у Покрајинском СУП-у. Био резервни капетан ваздухопловства Краљевине Југославије.
Бавио се уметничком фотографијом и држао курсеве фотографије у новосадском Фото-кино клубу.Своје професионално опредељење Маленчић је везао за фотографију и филм. Већ 1929. године снимио је свој први аматерски криминалистички филм Happy end, а после тога и неколико филмских журнала. Један је од првих стручњака који је користио инфрацрвени филм за снимање ноћу. Написао је књиге: Техничка полиција и њен рад, Борба против злочина, Техника и методика рада органа криминалистичке службе и Фотографија при вештачкој светлости.
На Олимпијским играма у Берлину 1936. године Родољуб Маленчић је био први фото-репортер из Југославије акредитован на неким од олимпијских игара. На тим олимпијским играма направио је интервју са легендарним Џесијем Овенсом вишеструким носиоцем златних олимпијских медаља.
Умро је у 56. години живота 1959. године у Београду.

### Клубови
Као врхунски фудбалер играо је за новосадску ФК Војводину, београдску ФК Југославију. За ФК Југославију је у периоду од 1922 до 1924. године, периода када је студирао у Београду, одиграо 53 званичне утакмице и примио је 77 голова. После завршетка студија враћа се у Нови Сад где се опет придружује ФК Војводини, а после престанка активне играчке каријере постаје и члан управе клуба. Поред фудбала бавио се и атлетиком и пливањем.

### Репрезентација
Родољуб Родац Маленчић је, заједно са Гезом Абрахамом, био први играч ФК Војводина који је бранио боје репрезентације краљевине Југославије. Дрес са белим орловима на грудима понео је 1922. године, на утакмици против Чехословачке у Загребу, када је Југославија победила са 4:3 а Маленчић је на тој утакмици одбранио пенал и тиме омогућио прву победу свог тима.
За репрезентацију Краљевине Југославије, Абрахам је одиграо две утакмице и постигао је исто толико голова
Прву утакмицу за репрезентацију Абрахам је одиграо 28. јула 1922. године у Загребу, против Чехословачке. На тој утакмици Абрахам је постигао два гола. Крајњи резултат је био 4:3 за Југославију. То је уједно била и прва победа уопште у историји Југословенске фудбалске репрезентације.
Репрезентација Југославије је играла у саставу:
- (1) Родољуб Маленчић, (2) Врбанчић, (3) Шифер, (4) Враговић, (5) Дубравчић, (6) Рупец (7) Абрахам, (8) Б. Зинаја, (9) Першка, (10) Винек, (11) Шојат. Селектор је био др Вељко Угринић.

| 28. јул 1922. Пријатељска утакмица          |              |                                      |                                                                             |
| Југославија                                 | 4-3          | Чехословачка                         | Град: Загреб Стадион ХШК Конкордија Судија: Пик (Аустрија) Гледалаца: 6.000 |
| Геза Абрахам 45’ 74’ · Зинаја 63’ (пен) 74’ | (Статистика) | Дворачек 18’ · Ваник 22’ · Плодр 38’ | Град: Загреб Стадион ХШК Конкордија Судија: Пик (Аустрија) Гледалаца: 6.000 |